# Konrad Laimer
Konrad Laimer (Salzburgo, 27 de mayo de 1997) es un futbolista austriaco. Juega de centrocampista y su equipo es el Bayern de Múnich de la Bundesliga de Alemania.

## Selección nacional

### Participaciones en Eurocopas
| Copa          | Sede     | Resultado        | Partidos | Goles |
| ------------- | -------- | ---------------- | -------- | ----- |
| Eurocopa 2020 | Europa   | Octavos de final | 4        | 0     |
| Eurocopa 2024 | Alemania | Octavos de final | 4        | 0     |

## Estadísticas

### Clubes
Actualizado al último partido disputado el 16 de agosto de 2025.
| Club                         | Div.          | Temporada     | Liga  | Liga  | Liga   | Copas nacionales | Copas nacionales | Copas nacionales | Copas internacionales | Copas internacionales | Copas internacionales | Total | Total | Total  | Media goleadora |
| Club                         | Div.          | Temporada     | Part. | Goles | Asist. | Part.            | Goles            | Asist.           | Part.                 | Goles                 | Asist.                | Part. | Goles | Asist. | Media goleadora |
| ---------------------------- | ------------- | ------------- | ----- | ----- | ------ | ---------------- | ---------------- | ---------------- | --------------------- | --------------------- | --------------------- | ----- | ----- | ------ | --------------- |
| F. C. Liefering · Austria    | 2.ª           | 2013-14       | 3     | 0     | 0      | —                | —                | —                | —                     | —                     | —                     | 3     | 0     | 0      | 0               |
| F. C. Liefering · Austria    | 2.ª           | 2014-15       | 8     | 0     | 0      | —                | —                | —                | —                     | —                     | —                     | 8     | 0     | 0      | 0               |
| F. C. Liefering · Austria    | 2.ª           | 2015-16       | 8     | 0     | 0      | —                | —                | —                | —                     | —                     | —                     | 8     | 0     | 0      | 0               |
| F. C. Liefering · Austria    | Total club    | Total club    | 19    | 0     | 0      | 0                | 0                | 0                | 0                     | 0                     | 0                     | 19    | 0     | 0      | 0               |
| Red Bull Salzburgo · Austria | 1.ª           | 2014-15       | 8     | 0     | 0      | 2                | 0                | 0                | 3                     | 0                     | 0                     | 13    | 0     | 0      | 0               |
| Red Bull Salzburgo · Austria | 1.ª           | 2015-16       | 18    | 1     | 0      | 3                | 3                | 1                | 0                     | 0                     | 0                     | 21    | 4     | 1      | 0.19            |
| Red Bull Salzburgo · Austria | 1.ª           | 2016-17       | 31    | 3     | 3      | 2                | 1                | 0                | 10                    | 0                     | 1                     | 43    | 4     | 4      | 0.09            |
| Red Bull Salzburgo · Austria | Total club    | Total club    | 57    | 4     | 3      | 7                | 4                | 1                | 13                    | 0                     | 1                     | 77    | 8     | 5      | 0.1             |
| R. B. Leipzig · Alemania     | 1.ª           | 2017-18       | 22    | 0     | 2      | 2                | 0                | 0                | 5                     | 0                     | 0                     | 29    | 0     | 2      | 0               |
| R. B. Leipzig · Alemania     | 1.ª           | 2018-19       | 29    | 1     | 1      | 6                | 0                | 0                | 8                     | 1                     | 1                     | 43    | 2     | 2      | 0.05            |
| R. B. Leipzig · Alemania     | 1.ª           | 2019-20       | 29    | 2     | 6      | 3                | 1                | 0                | 10                    | 1                     | 0                     | 42    | 4     | 6      | 0.1             |
| R. B. Leipzig · Alemania     | 1.ª           | 2020-21       | 3     | 0     | 0      | 1                | 0                | 0                | 0                     | 0                     | 0                     | 4     | 0     | 0      | 0               |
| R. B. Leipzig · Alemania     | 1.ª           | 2021-22       | 26    | 4     | 4      | 5                | 1                | 0                | 12                    | 0                     | 2                     | 43    | 5     | 6      | 0.12            |
| R. B. Leipzig · Alemania     | 1.ª           | 2022-23       | 21    | 3     | 0      | 5                | 1                | 1                | 3                     | 0                     | 0                     | 29    | 4     | 1      | 0.14            |
| R. B. Leipzig · Alemania     | Total club    | Total club    | 130   | 10    | 13     | 22               | 3                | 1                | 38                    | 2                     | 3                     | 190   | 15    | 17     | 0.08            |
| Bayern de Múnich · Alemania  | 1.ª           | 2023-24       | 29    | 0     | 3      | 3                | 1                | 0                | 11                    | 0                     | 1                     | 43    | 1     | 4      | 0.02            |
| Bayern de Múnich · Alemania  | 1.ª           | 2024-25       | 29    | 2     | 2      | 2                | 0                | 0                | 15                    | 1                     | 0                     | 46    | 3     | 2      | 0.07            |
| Bayern de Múnich · Alemania  | 1.ª           | 2025-26       | 0     | 0     | 0      | 1                | 0                | 0                | 0                     | 0                     | 0                     | 1     | 0     | 0      | 0               |
| Bayern de Múnich · Alemania  | Total club    | Total club    | 58    | 2     | 5      | 6                | 1                | 0                | 26                    | 1                     | 1                     | 90    | 4     | 6      | 0.04            |
| Total carrera                | Total carrera | Total carrera | 264   | 16    | 21     | 35               | 8                | 2                | 77                    | 3                     | 5                     | 376   | 27    | 28     | 0.07            |

## Palmarés

### Títulos nacionales
| Título                | Club               | País     | Año  |
| --------------------- | ------------------ | -------- | ---- |
| Bundesliga            | Red Bull Salzburgo | Austria  | 2015 |
| Copa de Austria       | Red Bull Salzburgo | Austria  | 2015 |
| Bundesliga            | Red Bull Salzburgo | Austria  | 2016 |
| Copa de Austria       | Red Bull Salzburgo | Austria  | 2016 |
| Bundesliga            | Red Bull Salzburgo | Austria  | 2017 |
| Copa de Austria       | Red Bull Salzburgo | Austria  | 2017 |
| Copa de Alemania      | R. B. Leipzig      | Alemania | 2022 |
| Copa de Alemania      | R. B. Leipzig      | Alemania | 2023 |
| Bundesliga            | Bayern de Múnich   | Alemania | 2025 |
| Supercopa de Alemania | Bayern de Múnich   | Alemania | 2025 |